# ماریا هولیا مانتییا
 ماریا هولیا مانتییا (انگلیسی: María Julia Mantilla؛ زادهٔ ۱۰ ژوئیهٔ ۱۹۸۴) مدل و ملکه زیبایی اهل پرو است. او در سال ۲۰۰۴ برنده دوشیزه دنیا شد.